# MTV Movie Awards 2007

Logo

La 16ª edizione degli MTV Movie Awards si è svolta il 3 giugno 2007 al Gibson Amphitheatre di Universal City, California, ed è stata presentata da Sarah Silverman.
È stata la prima edizione trasmessa in diretta.

## Performance musicali
Nel corso dello spettacolo si sono esibiti:
- Rihanna e Jay-Z (Umbrella)
- Amy Winehouse (Rehab)

## Vincitori e candidati
I vincitori sono indicati in grassetto.

### Miglior film (Best Movie)
- Pirati dei Caraibi - La maledizione del forziere fantasma (Pirates of the Caribbean: Dead Man's Chest), regia di Gore Verbinski
- 300, regia di Zack Snyder
- Blades of Glory - Due pattini per la gloria (Blades of Glory), regia di Will Speck e Josh Gordon
- Borat - Studio culturale sull'America a beneficio della gloriosa nazione del Kazakistan (Borat: Cultural Learnings of America for Make Benefit Glorious Nation of Kazakhstan), regia di Sacha Baron Cohen
- Little Miss Sunshine, regia di Jonathan Dayton e Valerie Faris

### Miglior performance (Best Performance)
Categoria che riunisce i precedenti premi distinti per l'interpretazione maschile e femminile
- Johnny Depp - Pirati dei Caraibi - La maledizione del forziere fantasma (Pirates of the Caribbean: Dead Man's Chest)
- Gerard Butler - 300
- Jennifer Hudson - Dreamgirls
- Keira Knightley - Pirati dei Caraibi - La maledizione del forziere fantasma (Pirates of the Caribbean: Dead Man's Chest)
- Beyoncé - Dreamgirls
- Will Smith - La ricerca della felicità (The Pursuit of Happyness)

### Miglior performance rivelazione (Breakthrough Performance)
- Jaden Smith - La ricerca della felicità (The Pursuit of Happyness)
- Emily Blunt - Il diavolo veste Prada (The Devil Wears Prada)
- Abigail Breslin - Little Miss Sunshine
- Lena Headey - 300
- Columbus Short - Stepping (Stomp the Yard)
- Justin Timberlake - Alpha Dog

### Miglior performance comica (Best Comedic Performance)
- Sacha Baron Cohen - Borat - Studio culturale sull'America a beneficio della gloriosa nazione del Kazakistan (Borat: Cultural Learnings of America for Make Benefit Glorious Nation of Kazakhstan)
- Emily Blunt - Il diavolo veste Prada (The Devil Wears Prada)
- Will Ferrell - Blades of Glory
- Adam Sandler - Cambia la tua vita con un click (Click)
- Ben Stiller - Una notte al museo (Night at the Museum)

### Miglior cattivo (Best Villain)
- Jack Nicholson - The Departed - Il bene e il male (The Departed)
- Tobin Bell - Saw III - L'enigma senza fine
- Bill Nighy - Pirati dei Caraibi - La maledizione del forziere fantasma (Pirates of the Caribbean: Dead Man's Chest)
- Rodrigo Santoro - 300
- Meryl Streep - Il diavolo veste Prada (The Devil Wears Prada)

### Miglior bacio (Best Kiss)
- Will Ferrell e Sacha Baron Cohen - Ricky Bobby - La storia di un uomo che sapeva contare fino a uno (Talladega Nights: The Ballad of Ricky Bobby)
- Cameron Diaz e Jude Law - L'amore non va in vacanza (The Holiday)
- Columbus Short e Meagan Good - Stepping (Stomp the Yard)
- Mark Wahlberg e Elizabeth Banks - Imbattibile (Invincible)
- Marlon Wayans e Brittany Daniel - Quel nano infame (Little Man)

### Miglior combattimento (Best Fight)
- Gerard Butler contro "The Uber Immortal" - 300
- Jack Black e Héctor Jiménez contro Los Duendes - Super Nacho (Nacho Libre)
- Sacha Baron Cohen contro Ken Davitian - Borat - Studio culturale sull'America a beneficio della gloriosa nazione del Kazakistan (Borat: Cultural Learnings of America for Make Benefit Glorious Nation of Kazakhstan)
- Will Ferrell contro Jon Heder - Blades of Glory
- Uma Thurman contro Anna Faris - La mia super ex-ragazza (My Super Ex-Girlfriend)

### Miglior blockbuster estivo non ancora uscito (Best Summer Movie You Haven't Seen Yet)
- Transformers
- Rush Hour 3: Missione Parigi (Rush Hour 3)
- Hairspray - Grasso è bello (Hairspray)
- I Fantastici 4 e Silver Surfer (Fantastic Four: Rise of the Silver Surfer)
- Un'impresa da Dio (Evan Almighty)
- Harry Potter e l'Ordine della Fenice (Harry Potter and the Order of the Phoenix)
- Io vi dichiaro marito e... marito (I Now Pronounce You Chuck and Larry)
- I Simpson - Il film (The Simpsons Movie)

### Miglior film-maker universitario (Fair One Best Filmmaker on Campus)
- Josh Greenbaum - Border Patrol (University of Southern California)
- Robert Dastoli - Southwestern Orange County vs. The Flying Saucers (University of Central Florida)
- Maria Gigante - Girls Room (Columbia College Chicago)
- Alexander Poe - Please Forget I Exist (Columbia University)
- Andrew Shipsides - Bottleneck (Savannah College of Art & Design)

### Miglior parodia (MTV Movie Spoof Award)
- United 300, regia di Andy Signore
- Texas Chainsaw Musical, regia di Zan Passante
- Texas Chainsaw Massacre: The Rehab, regia Noah Harald
- Casino Royale with Cheese, regia di Bill Caco
- Quentin Tarantino's Little Miss Squirtgun, regia di Velcro Troupe

### Orbit Dirtiest Mouth Moment
- Jason Mewes e Kevin Smith - Clerks II
- Alicia Keys e Common - Smokin' Aces
- Steve-O - Jackass Number Two
- Dax Shepard e Efren Ramirez - Impiegato del mese (Employee of the Month)

### MTV Generation Award
- Mike Myers